# فرودگاه گادز ریور
فرودگاه گادز ریور (به انگلیسی: Gods River Airport) یک فرودگاه همگانی باربری با کد یاتا ZGI است که یک باند فرود صخره‌ای دارد و طول باند آن ۱۰۷۴ متر است. این فرودگاه در کشور کانادا قرار دارد و در ارتفاع ۱۹۱ متری از سطح دریا واقع شده‌است.

## شرکت‌های هواپیمایی و مقصدهای پروازی
| شرکت‌های هواپیمایی  | مقصدهای پروازی                                                  |
| ------------------ | --------------------------------------------------------------- |
| Perimeter Aviation | گادز لیک ناروز، شمتوا، تامپسون، وینیپگ جیمز آرمسترانگ ریچاردسون |